# Kościół franciszkanów w Ingolstadt

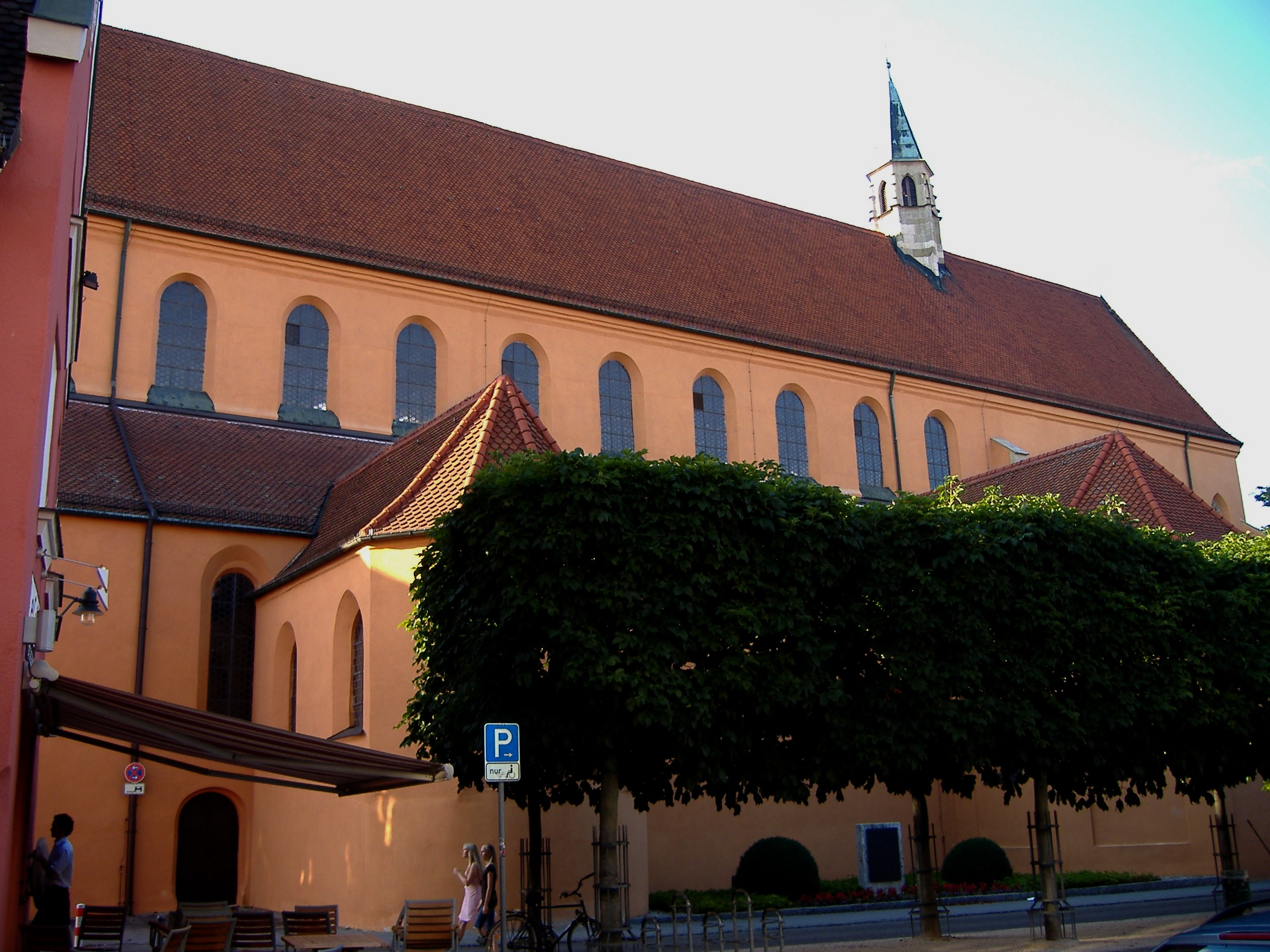
Kościół franciszkanów w Ingolstadt

Kościół franciszkanów w Ingolstadt (niem. Franziskanerkirche Mariä Himmelfahrt) – kościół katolicki pod wezwaniem Wniebowzięcia Matki Boskiej w Ingolstadt w Bawarii, w Niemczech. Pierwotnie kościół klasztorny zakonu minorytów.
Zbudowany ok. 1275 r., zwraca uwagę – jak przystało na kościół zakonu żebrzącego – swą gotycką surowością kształtów. Jest murowaną, trójnawową, ośmioprzęsłową bazyliką bez transeptu i bez wieży. Płytkie, zamknięte wielobocznie prezbiterium, opięte jest wydatnymi przyporami. Przy prawej nawie bocznej dwie kaplice. Nawa główna kryta jest jednolitym dachem dwuspadowym, z wydatną, gotycką sygnaturką na kalenicy. Przebudowany w XIV w., był przez następne stulecia miejscem pochówku najdostojniejszych mieszkańców miasta: namiestników książęcych, wybitnych dowódców wojskowych, profesorów miejscowego uniwersytetu itp. Dokumentuje to ok. 90, w ogromnej większości renesansowych, nagrobków i epitafiów nagrobnych. Ołtarze głównie barokowe.
W 1621 r. klasztor i kościół przejęli franciszkanie. Sekularyzowany w 1802 r., w latach 1857–1918 i ponownie w latach 1935–1945 pełnił funkcję katolickiego kościoła garnizonowego. W 1945 r. stał się znów kościołem klasztornym. Od 1964 r. nosi papieski tytuł bazyliki mniejszej.

## Literatura
- Mazet Vinzenz i Schnell Hugo: Die Franzisikanerkirche Ingolstadt, w: Kunstführer Nr. 598, München 1954;
- Treffer Gerd i in.: Historisches Ingolstadt, Bamberg 1988.